# Municipio de Lynn (Nebraska)
El municipio de Lynn (en inglés: Lynn Township) es un municipio ubicado en el condado de Clay en el estado estadounidense de Nebraska. En el año 2010 tenía una población de 60 habitantes y una densidad poblacional de 0,65 personas por km².

## Geografía
El municipio de Lynn se encuentra ubicado en las coordenadas 40°34′34″N 98°7′17″O / 40.57611, -98.12139. Según la Oficina del Censo de los Estados Unidos, el municipio tiene una superficie total de 92.02 km², de la cual 91,86 km² corresponden a tierra firme y (0,17 %) 0,16 km² es agua.

## Demografía
Según el censo de 2010, había 60 personas residiendo en el municipio de Lynn. La densidad de población era de 0,65 hab./km². De los 60 habitantes, el municipio de Lynn estaba compuesto por el 100 % blancos. Del total de la población el 0 % eran hispanos o latinos de cualquier raza.